# Biofeedback
 (juillet 2024).
Si vous disposez d'ouvrages ou d'articles de référence ou si vous connaissez des sites web de qualité traitant du thème abordé ici, merci de compléter l'article en donnant les références utiles à sa vérifiabilité et en les liant à la section « Notes et références ».

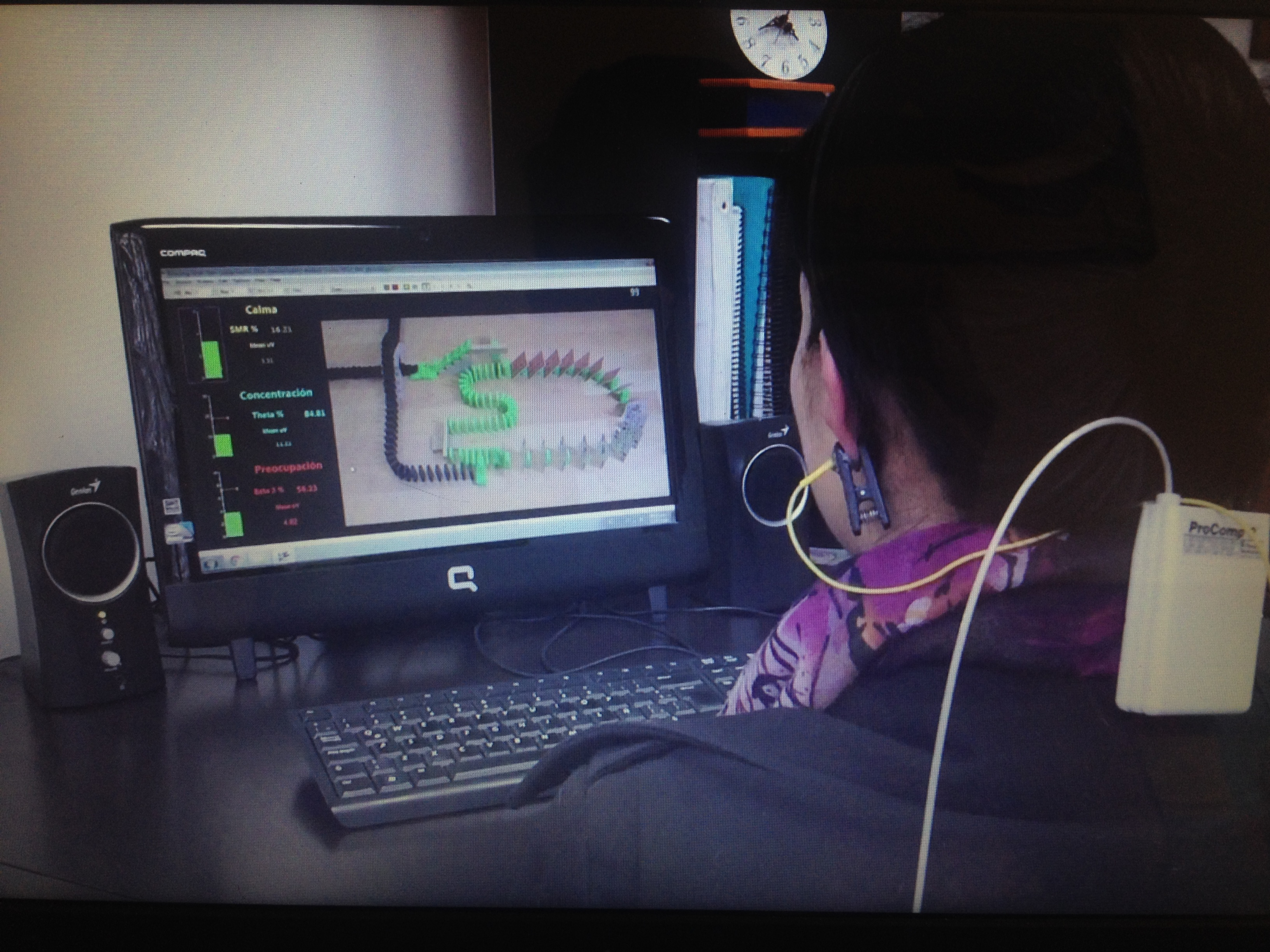
Séance de neurofeedback avec sujet adulte ou enfant

Le terme de biofeedback ou de rétroaction biologique ou rétrocontrôle biologique désigne à la fois :
- Un phénomène biologique qui permet à l'organisme de réguler automatiquement une de ses fonctions organiques. Ce contrôle peut être soit volontaire (par exemple, d'après les résultats et pour corriger un stress), soit involontaire (par exemple, après un changement d'état psychologique tel que la survenue d'un stress). Le mot vient de l'anglais feedback (action en retour ou rétroaction). Par exemple, l'hypophyse mesure la production d'une hormone et, en fonction de cette mesure, commande la sécrétion plus ou moins importante de cette hormone[1]
- Un ensemble de techniques médicales, principalement relatives à la bioélectricité, pour la mesure de fonctions organiques qui repose sur la visualisation, avec des appareils électriques, des signaux physiologiques d'un sujet conscient de ces mesures. Cette technique est par exemple utilisée pour la rééducation des sphincters à la suite d'une incontinence urinaire liée à une insuffisance du rétrocontrôle mictionnel[2].

## Type de signaux mesurés
1. L'électrocardiogramme (ECG) qui mesure l'activité cardiaque (et en particulier la variabilité de fréquence cardiaque) ;
2. l'électromyogramme (EMG) qui mesure la tension des muscles ;
3. l'électroencéphalogramme (EEG) qui mesure les signaux électriques résultant de l'activité des neurones du cerveau, soit au niveau du scalp, soit par le biais d'électrodes implantées directement dans le cerveau ;
4. la magnétoencéphalographie (MEG) qui mesure les signaux magnétiques résultant de l'activité cérébrale ;
5. l'activité électrodermale qui reflète la conductivité de la peau ;
6. le pneumographe, qui enregistre les mouvements respiratoires ;
7. le Capnographe, qui mesure la concentration de CO2 dans l'air expiré

## Caractéristiques électriques
| Type | Tension       | fréquence basse | fréquence haute |
| ---- | ------------- | --------------- | --------------- |
| ECG  | 200 µV à 5 mV | 0,5 Hz          | 3 Hz            |
| EEG  | 5 µV à 200 µV | 0,5 Hz          | 70 Hz           |
| EMG  | 10 µV à 3 mV  | 100 Hz          | 3000 Hz         |

## Matériel
Un appareil de biofeedback se compose d'un amplificateur d'instrumentation, qui amplifie les signaux physiologiques polyvalents grâce à des électrodes posées sur le cuir chevelu du sujet. Les tensions sont de l'ordre du 1/10 de millivolt, à des fréquences de 0 à 3000 Hz. Un circuit de liaison (coupleur) permet de rentrer les signaux dans la carte son d'un ordinateur.
Tout le traitement (filtrages, visualisation, etc.) a été reporté sur des programmes freeware (gratuits), qu'on trouve maintenant à profusion sur Internet et qui permettent de faire des machines polyvalentes « tous signaux » : EEG, ECG, EMG.

## Principales applications
- Incontinence urinaire[3]
- Incontinence de selles, constipation et troubles de la défécation[4]
- Troubles de l'attention, migraines, schizophrénie et épilepsie, en liaison avec des troubles du rythme de l'activité électrique du cerveau
- Troubles de l'activité électrodermale
- Thérapie par le mouvement induit par la contrainte, à la suite d'un AVC
- Troubles du rythme cardiaque
- Traitement de la douleur (chronique, musculaire, liée à la tension, migraines)
- Réduction du stress et de l'anxiété

## Historique
Découvert dans les années 1970, la première  utilisation du biofeedback a été celle du biofeedback EEG (électro-encéphalogramme) avec les productions d'ondes alpha.
Les inventeurs des techniques de relaxation modernes, Edmund Jacobson avec la relaxation progressive, et Alfonso Caycedo avec la sophrologie, ont utilisé ces techniques pour mesurer l'efficacité de leurs méthodes.
Une des voies en poupe est l'utilisation du biofeedback EMG (électro-myogramme), qui reprend depuis une dizaine d'années, avec la mesure de la tension musculaire, en complément des méthodes de relaxations traditionnelles (le training autogène de Schultz, la sophrologie, la relaxation progressive d'Edmund Jacobson).

## Neurofeedback

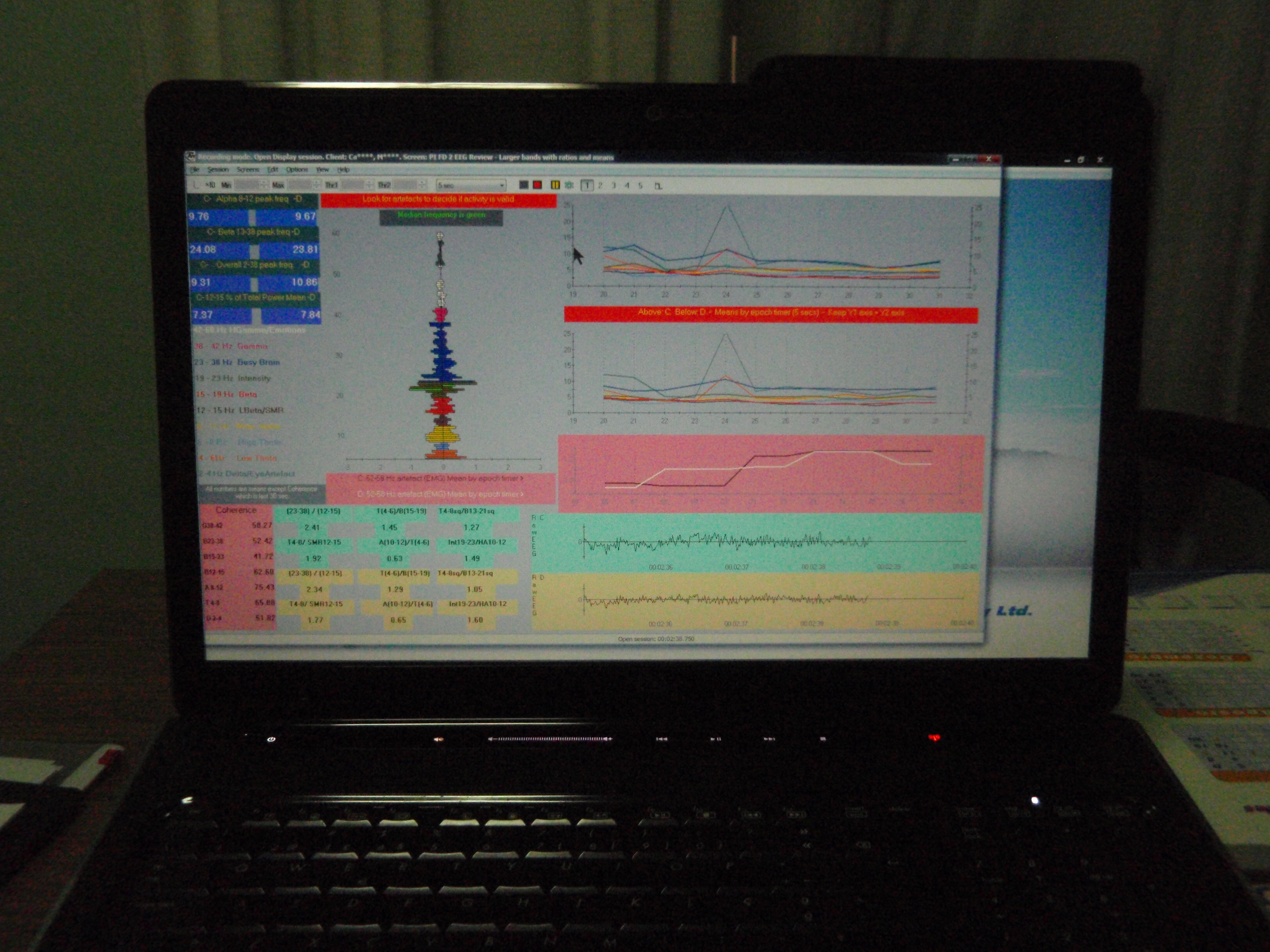
Données logicielles en temps réel.

Variante du biofeedback, le neurofeedback (NFB), aussi appelé en neurothérapie, neurobiofeedback ou biofeedback EEG (EEGBF) est une technique qui montre à l'utilisateur en temps réel l'activité de ses ondes cérébrales, mesurées par des électrodes placées sur le cuir chevelu, sous la forme d'une image, d'un son. Le principe général est celui du renforcement perceptible, c'est-à-dire de favoriser une activité cérébrale correspondant à la cible.
C'est une procédure en principe non-invasive. Une ou plusieurs électrodes sont placées sur le cuir chevelu, et une à chaque oreille. Les ondes cérébrales sont détectées à l'aide de l'électrode et le signal est ensuite amplifié et filtré grâce à un amplificateur et un convertisseur analogique numérique. Ce signal est ensuite converti en image ou en sons et montrée au patient sur l’écran d’un ordinateur.
Cette technique est utilisée pour diminuer la douleur. Il est reconnu qu'un sujet peut moduler sa perception de la douleur en recourant à des stratégies de distraction. Une équipe de l'université Stanford est parvenue à faire diminuer la douleur en permettant aux sujets atteints de maux chroniques d'observer leur activité cérébrale par imagerie par résonance magnétique.
Selon les études recensées par l'ISNR et l'institut EEG, le neurofeedback aiderait à soigner de nombreux troubles et pathologies tels que les acouphènes, les migraines, les insomnies, le stress, l’anxiété, l'impuissance, la frigidité, les angoisses, les phobies, l’hyperactivité, les douleurs chroniques, la fatigue, la fibromyalgie, l'hypertension, le diabète, la dépendance et l’addiction sexuelle, les tics, les TOCs et bien plus encore,.
Depuis les années 1970, de nombreuses études ont cherché à évaluer les effets du neurofeedback : les plus probantes portent sur les troubles du déficit de l'attention ou sur l'épilepsie. Mais à ce jour, aucun protocole de soins n'a été validé en France par la Haute autorité de santé (HAS).